# Liste der Wappen im Landkreis Leer
Diese Liste beinhaltet alle in der Wikipedia gelisteten Wappen des Landkreises Leer (Niedersachsen).

## Landkreis Leer

Wappen des Landkreises Leer
Lage des Landkreises Leer in Niedersachsen

## Samtgemeindewappen

Samtgemeinde Hesel (Details)
Samtgemeinde Jümme (Details)

### Wappen der Städte und Gemeinden

Stadt Borkum (Details)
Gemeinde Brinkum (Details)
Gemeinde Bunde (Details)
Gemeinde Detern
Gemeinde Filsum (Details)
Gemeinde Hesel (Details)
Gemeinde Jemgum (Details)
Kreisstadt Leer (Details)
Gemeinde Moormerland (Details)
Gemeinde Nortmoor (Details)
Gemeinde Ostrhauderfehn (Details)
Gemeinde Rhauderfehn (Details)
Gemeinde Schwerinsdorf (Details)
Gemeinde Uplengen (Details)
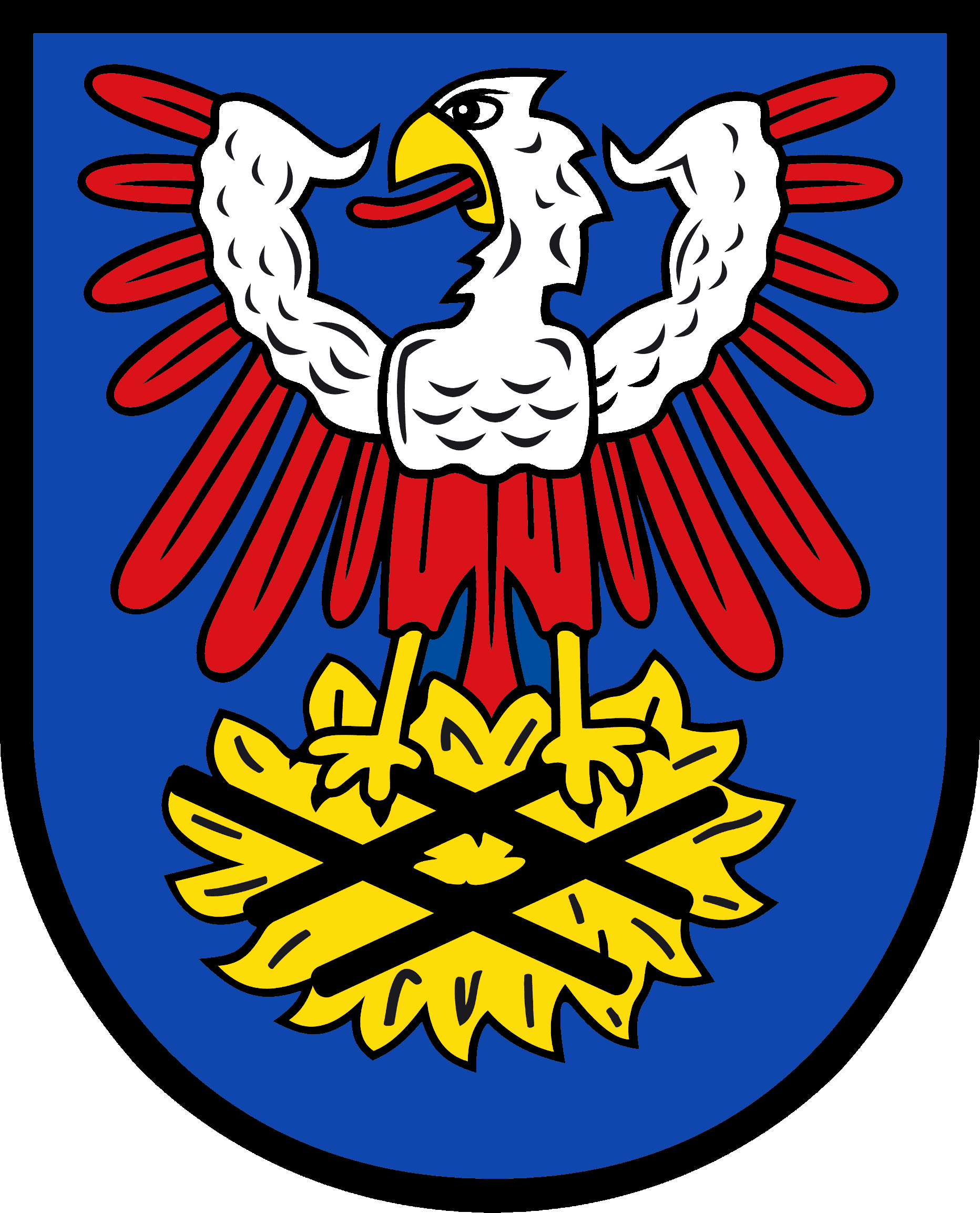
Stadt Weener (Details)
Gemeinde Westoverledingen (Details)

Folgende Gemeinden führen kein Wappen:
- Firrel
- Holtland
- Neukamperfehn